# لووتسی (کروشواتس)
لووتسی (به صربی: Lovci) یک منطقهٔ مسکونی در صربستان است که در کروشواتس واقع شده‌است. لووتسی ۲۲۸ نفر جمعیت دارد.